# Pescatoria schroederiana
Pescatoria schroederiana là một loài thực vật có hoa trong họ Lan. Loài này được (Sander) Rolfe miêu tả khoa học đầu tiên năm 1900.